# Andorra en los Juegos Olímpicos de Pekín 2008
Andorra estuvo representada en los Juegos Olímpicos de Pekín 2008 por un total de 5 deportistas que compitieron en 4 deportes.  
La portadora de la bandera en la ceremonia de apertura fue la piragüista Montserrat Garcia Riberaygua. El equipo olímpico andorrano no obtuvo ninguna medalla en estos Juegos.